# Бегущий человек (фильм, 1987)
«Бегу́щий челове́к» (англ. The Running Man) — фантастический кинофильм-антиутопия 1987 года режиссёра Пола Майкла Глейзера. Главные роли в картине исполнили Арнольд Шварценеггер, Джесси Вентура, Мария Кончита Алонсо, Ричард Доусон, Яфет Котто. Фильм снят по мотивам одноимённого романа Стивена Кинга, написанного в 1982 году под псевдонимом Ричард Бахман.
События в фильме разворачиваются в 2017 году, власть в государстве принадлежит военным, которые отвлекают внимание обывателей с помощью жестоких игровых шоу, участником одного из них становится главный герой пилот вертолёта Бен Ричардс, отказавшийся выполнять приказ вышестоящего офицера, заключавшийся в расстреле людей, устроивших продуктовый бунт.
Фильм вышел в прокат 13 ноября 1987 года. Бюджет картины составлял 27 миллионов долларов, а сборы составили 38 миллионов. Картина была холодно встречена публикой из-за большого числа сцен насилия.
Существовало 4 разных версии картины, сценарий для неё переписывался с приходом нового режиссёра. Среди которых был Эндрю Дэвис, Джордж П. Косматос, Майкл Манн.
В 1989 году по мотивам фильма вышла игра сразу для нескольких моделей домашних компьютеров: MSX, ZX Spectrum и Commodore 64.

## Сюжет
Действие фильма происходит в США в 2017 году. После разрушительного землетрясения и последовавшего экономического кризиса к власти в США приходит тоталитарное правительство. Демократические институты оказываются разрушенными, введены цензура и комендантский час. Нестабильность вызвала и ожесточение нравов: наиболее популярными телепрограммами стали жестокие и кровавые телешоу, подчас заканчивающиеся трагически. Правительство использует подобные телепередачи, чтобы отвлечь внимание населения от внутренних проблем. Участниками одного из таких шоу — «Бегущий человек» — становятся заключённые тюрем, которые имеют шанс пройти суровые испытания и получить свободу, либо умереть на глазах телезрителей от рук преследователей-охотников.
Однажды участником шоу становится Бен Ричардс (Арнольд Шварценеггер), со своими товарищами по несчастью Вайсом и Лафлином. Ричардс, будучи офицером полиции, отказался выполнить приказ — расстрелять с вертолёта участников голодного бунта в Калифорнии. Экипаж вертолёта скрутил его, расстрелял бунтующих, а в расстреле безоружных людей обвинили самого Ричардса и отправили в тюрьму. Ричардс с сообщниками, отключив периметр безопасности, устроили из тюрьмы групповой побег, причём сумели избавиться от начинённых взрывчаткой контролирующих устройств, схожих с электронным браслетом и электронным ошейником. Позднее Ричардс захватил в заложники композитора Эмбер Мендес, чтобы выбраться с её помощью из страны, но та в аэропорту подняла тревогу, и Ричардс оказывается схвачен полицией. Продюсер и ведущий шоу «Бегущий человек» Деймон Киллиан путём шантажа добивается от Ричардса согласия на участие в шоу. Чтобы ещё больше возбудить зрителей, Киллиан демонстрирует им фальшивую видеозапись с Беном Ричардсом, расстреливающим голодный бунт в Калифорнии.
В первой игровой зоне Ричардс и его друзья убивают первого охотника — хоккеиста-убийцу Саб-Зиро, что является беспрецедентным явлением (до этого никто из охотников не погибал и даже не был ранен). Тем временем, Мендес тайно находит в архиве подлинный рапорт о подавлении бунта, но её захватывают с поличным и, в качестве наказания, тоже отправляют участвовать в шоу, выставив её аморальной сообщницей массового убийцы.
В следующей зоне шоу охотник Бензопила, распиливающий своих жертв, смертельно ранит Лафлина, но погибает от рук Ричардса. Вайс и присоединившаяся к нему Мендес взламывают коды телесистемы, но Вайс тут же погибает от электроразряда вооружённого электронной пушкой охотника Динамо. Ричардс разоружает Динамо и заявляет перед миллионной аудиторией о нежелании убивать безоружного. Это вызывает нешуточный ажиотаж среди публики, которые начинают симпатизировать милосердному «бегуну».
Поняв, что ситуация выходит из под контроля, Киллиан связывается с Ричардсом и предлагает сделку: Ричардс сдаётся, а взамен Киллиан устраивает так, что он становится новым охотником. Ричардс отказывается от предложения и ломает камеру, через которую осуществлялась связь с Киллианом.
В последней игровой зоне Мендес находит помещение, где видит сожжённые тела трёх человек. Осмотрев трупы, она узнаёт в них победителей прошлого сезона шоу. Появившийся суперохотник-огнемётчик Шаровая Молния поясняет, что выиграть в шоу невозможно — кадры со счастливыми «победителями» смоделированы на компьютере. Ричардс и Мендес побеждают и его, находят убежище повстанцев Сопротивления в игровой зоне и передают им коды от телеспутника, добытые Вайсом. Теперь за ними должен выйти последний суперохотник — Капитан Свобода, но тот отказывается выступать, так как политика шоу противоречит кодексу гладиаторов, в который верит охотник.
Тем временем Киллиан, убедившись в непозволительном росте популярности Ричардса среди телезрителей, с помощью средств компьютерной графики имитирует гибель Ричардса и Мендес в поединке с Капитаном Свободой. Узнав о своей «смерти», Мендес хочет убедить Ричардса бежать, на что он говорит, что если не покончить со всем этим, за ними будут охотиться не «помпезные клоуны» перед телекамерами, а профессиональные головорезы правительства. Ричардс и повстанцы захватывают контроль над спутником и передают на всю страну подлинные кадры расстрела голодного бунта, после чего «убитый» Ричардс появляется в прямом эфире, ворвавшись с повстанцами в студию шоу. Охотник Динамо, одетый в электрический костюм, погибает от удара током, когда Мендес, вступив с ним в схватку, включает систему полива при пожаре. В студии Ричардс сажает Киллиана в специальную капсулу и запускает её в игровую зону. Капсула врезается в рекламный щит, и Киллиан погибает. Ричардс и Мендес целуются в прямом эфире. Зрители по всей стране аплодируют.

## В ролях
В фильме задействовано свыше 60 актёров, не считая актёров массовки. Один из актёров, Эрланд Ван Лидт, умер вскоре после съёмок в фильме.
- Арнольд Шварценеггер — Бен Ричардс, полицейский пилот-вертолётчик.
- Мария Кончита Алонсо — Эмбер Мендес, журналистка, вселившаяся в квартиру брата Ричардса.
- Ричард Доусон — Деймон Киллиан, ведущий шоу «Бегущий человек».
- Яфет Котто — Уильям Лафлин, заключённый и боец сопротивления.
- Марвин Джей МакИнтайр — Харольд Уайсс, заключённый и боец сопротивления.
- Профессор Тору Танака — охотник «Отмороженный».
- Гас Ретвиш — охотник «Бензопила».
- Эрланд ван Лидт — охотник «Динамо».
- Джим Браун — суперохотник «Шаровая Молния».
- Джесси Вентура — действующий чемпион среди охотников «Капитан Свобода».
- Свен-Оле Торсен — Свен, охранник Киллиана.

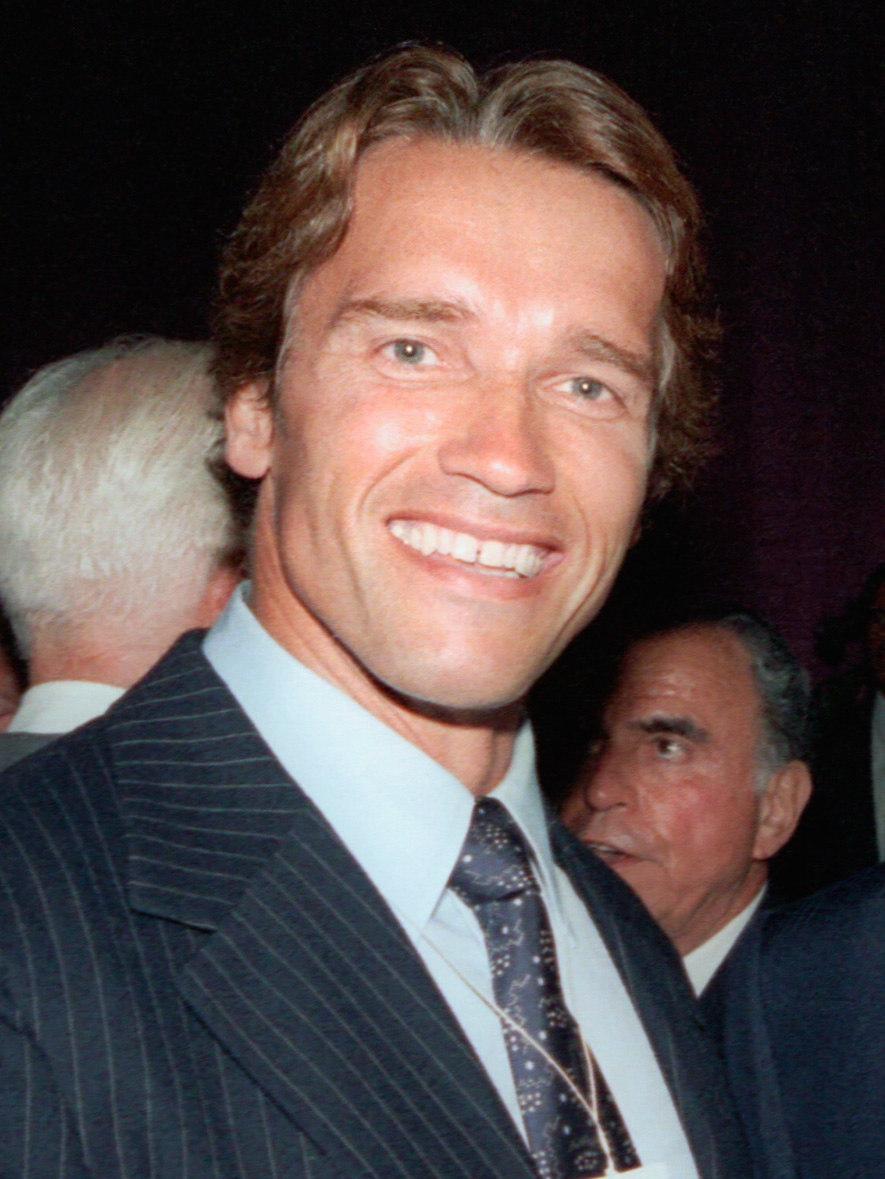
Арнольд Шварценеггер, исполнитель роли Бена Ричардса
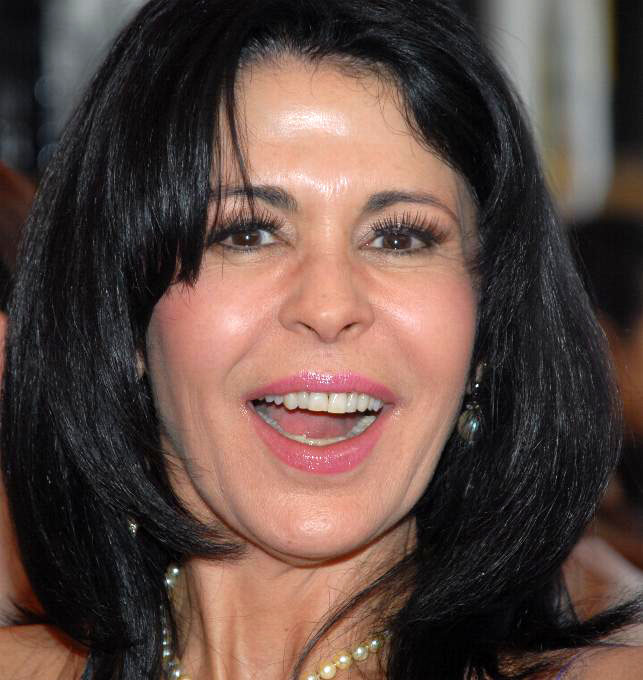
Мария Кончита Алонсо, исполнительница роли журналистки Эмбер Мендес
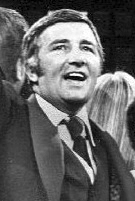
Ричард Доусон, исполнитель роли ведущего шоу «Бегущий человек»
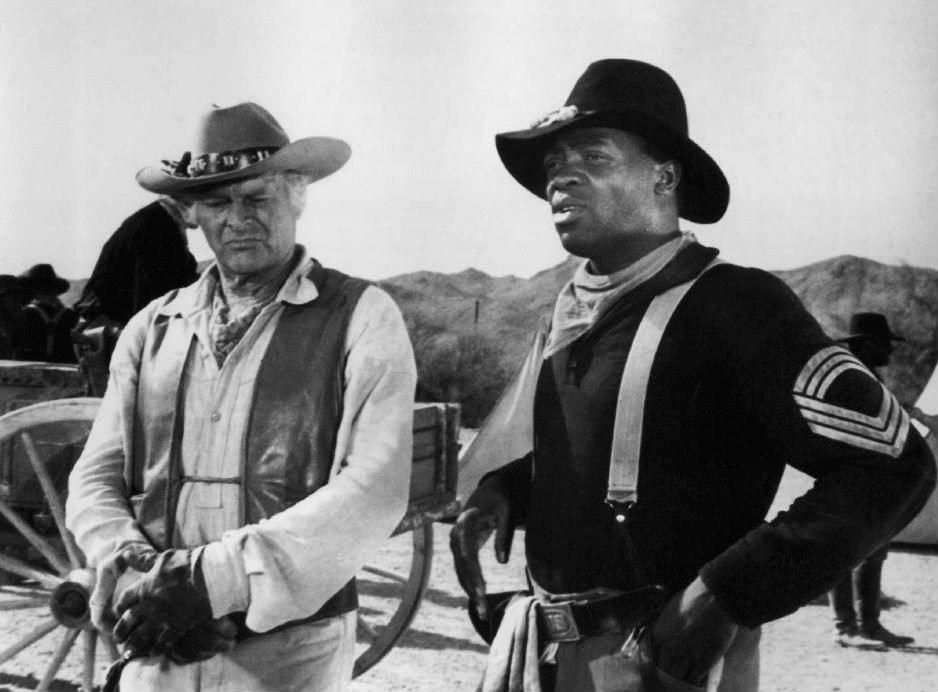
Яфет Котто, исполнитель роли Уильяма Лафлина
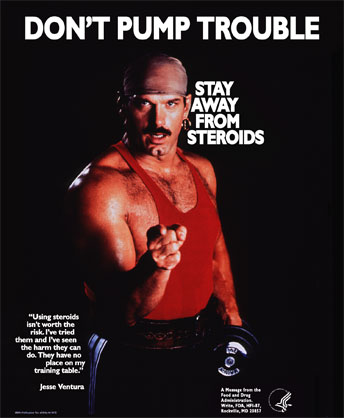
Джесси Вентура, исполнитель роли охотника «Капитана Свободы»

## Производство

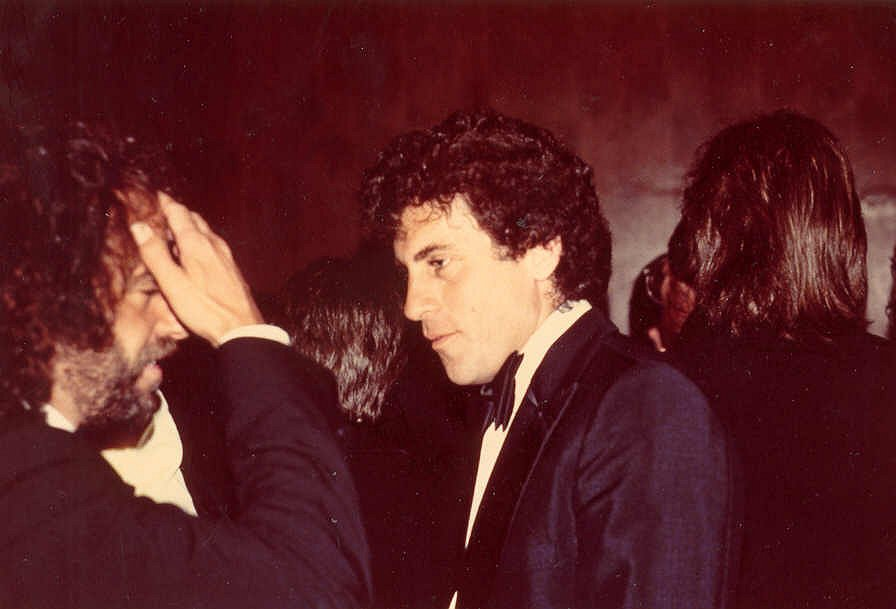
Пол Майкл Глейзер

Сначала пост режиссёра занимал Эндрю Девис, но он продержался недолго, затем Джордж Косматос, а затем его заменили на Пола Майкла Глейзера, для которого эта картина стала первым фантастическим фильмом. Ему пришлось начинать работу над фильмом с уже отснятым другими режиссёрами материалом. Постановка Косматоса предполагала бюджет в районе 27 миллионов, но продюсеры потребовали снизить его до 18, в итоге, бюджет все таки составил 27 миллионов, но уже у другого постановщика.
Режиссёр Алекс Кох также хотел занять место постановщика. Де Соуза утверждал что версия фильма Глейзера не сильно отличалась от работы Дэвиса, он лишь доснял сцены на катке и погони на мотоциклах, но главное он уложился в расписание. Компания TriStar Pictures выпустила фильм в прокат 13 ноября 1987 года. Бюджет картины составлял 27 миллионов долларов, а сборы составили 38 миллионов.

### Сценарий

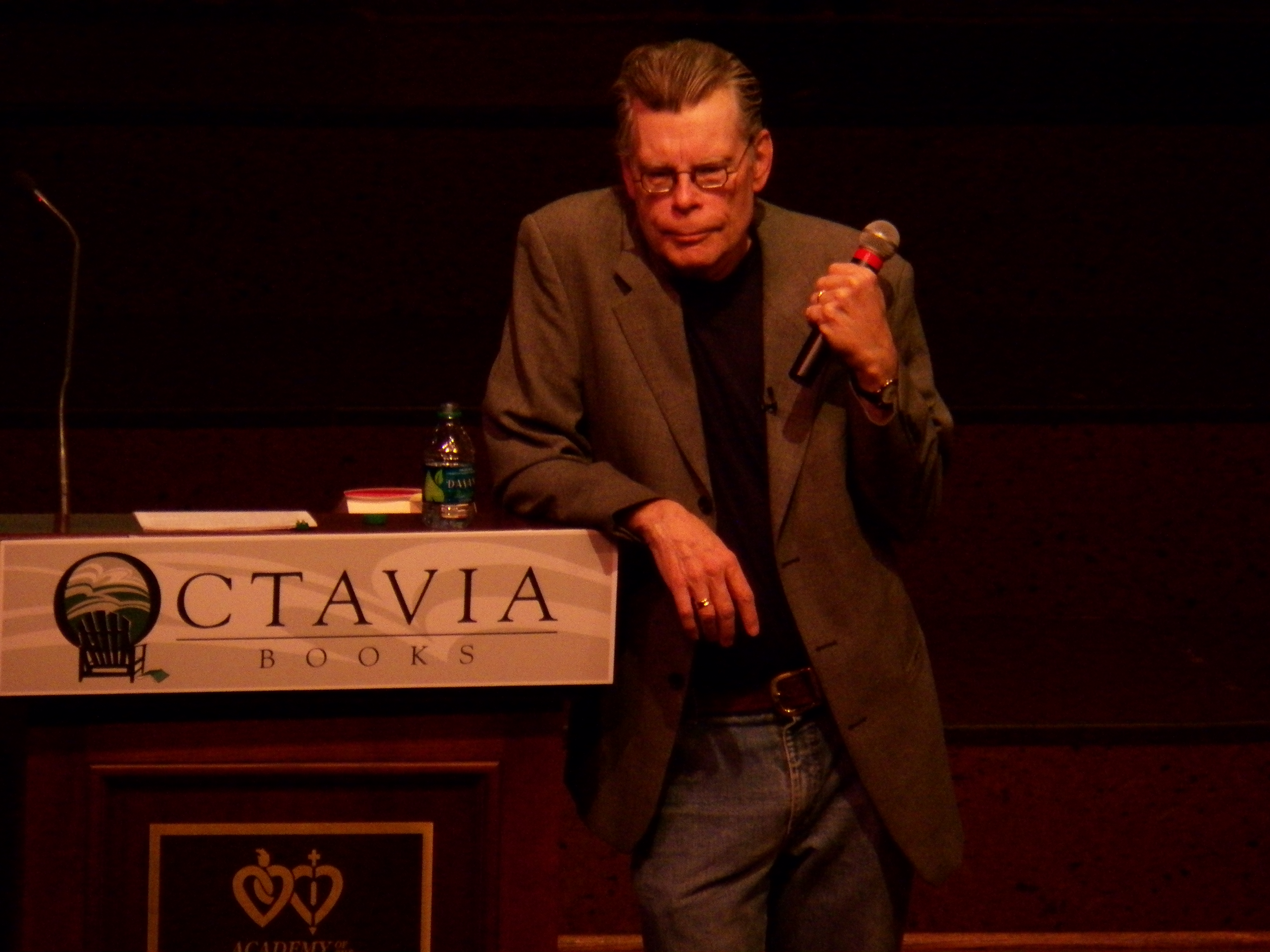
Стивен Кинг

Сценарий написал Стивен де Соуза, адаптировав одноимённый роман Стивена Кинга. По задумке Джорджа Косматоса в картине должны были быть показаны полицейские облавы и концлагеря, а также погоня на плоту. Съёмки планировалось провести в Канаде и в торговом центре Эдмонтон. Фердинанд Феёрфакс предлагал интересную идею согласно которой фильм должен был выглядеть, как прямая трансляция, во время которой у Бена Ричардса возникают проблемы. Девис хотел, чтобы герои картины в финальной сцене в студии оказались в ловушке, и герой Шверцнеггера взрывал бы охранников с помощью шайбы. На что продюсер ответил, что это выставляет персонажа в дурном свете, если у него была шайба весь фильм, пока гибли его друзья, то почему он её не использовал. Несмотря на отказ от этой идеи, режиссёр все же отснял сцену в которой герой прячет шайбу в кармане. Показанная в фильме идея контроля заключённых устройством схожим с электронным браслетом и электронным ошейником позже получила развитие в фильме «Смертельный союз» и японском фильме «Королевская битва».

### Подбор актёров

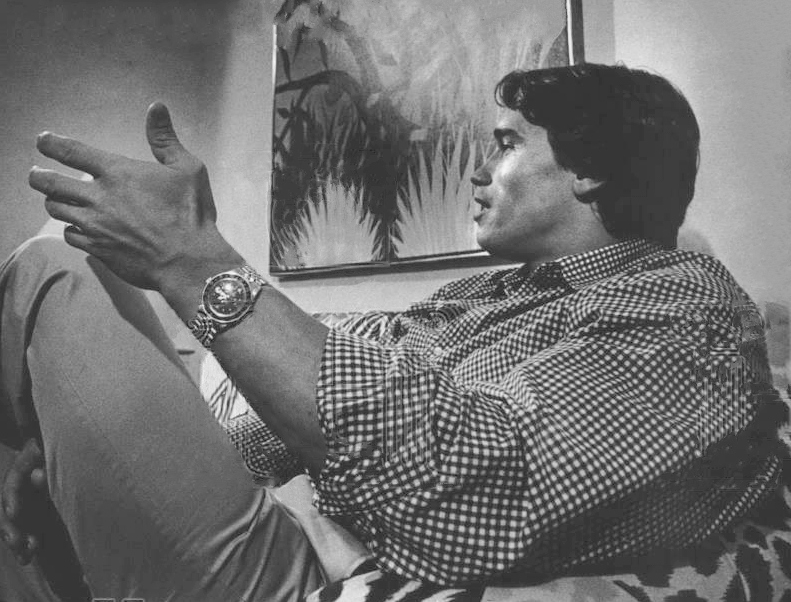
Арно́льд Шварцене́ггер

Стивен Кинг был очень недоволен выбором актёра на главную роль, настолько, что попросил не указывать его имя в рекламе фильма, так как по его мнению, персонаж Арнольда Шварценеггера был полной противоположностью героя его рассказа, ведь тот был аутсайдером-неудачником, решившимся принять участие в игре ради заработка, чтобы выбраться из нищего квартала. Сценарий, а в конечном итоге фильм, получился далёким от рассказа, так как включал в себя заимствованные из других картин сюжетные повороты. По мнению Кинга, его произведение «Бегущий человек» задумывалось, как мрачный роман, а экранизация похожа на зрелищное шоу.

### Съёмки

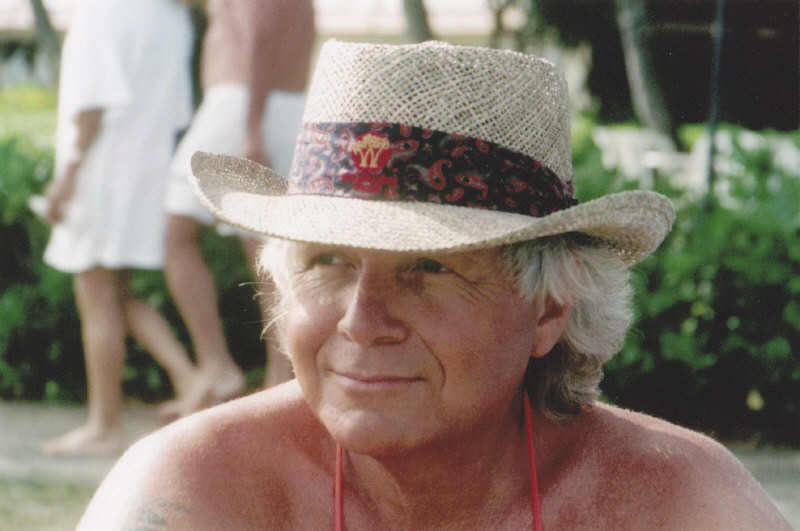
Оператор картины Томас Дел Руф

Продюсерами был приглашён оператор Томас Дел Руф, для которого эта картина стала первым большим фильмом. Он прочитал сценарий и, поняв, что это фантастический приключенческий фильм, был очень взволнован. Стивен Кинг посетил съёмки картины один раз, пообщался со съёмочной группой, получив лестные отзывы о своей книге. По словам кинооператора Томаса Руфа, работать с такими актёрами, как Вентура и Шварценеггер, было приятно, они много шутили и часто улыбались, но при этом на площадке были профессионалами. Наиболее сложными для оператора были съёмки на сталелитейном заводе. Это был заброшенный завод в Калифорнии, который находился в процессе деконструкции в течение 6-8 месяцев до начала съёмок. Поскольку завод был в полуразрушенном состоянии, с кусками разбитого стекла повсюду и кусками металла, это было идеальное место для съёмок. Проблема заключалась в том, что после 50 лет эксплуатации весь кирпич стал чёрным, и его не возможно было снимать ночью, поэтому оператор попросил опрыскать все 25 акров, которые ему предстояло снимать, глицерином дважды, что стоило приличных денег, но дало необходим результат, поверхность отражала свет. На стиль съёмки сильно повлиял оператор Джордан Кроневет, работавший над фильмом «Бегущий по лезвию».

## Саундтрек
Саундтрек к фильму был написан Харольдом Фальтермейером и включает музыку Вольфганга Амадея Моцарта, Ричарда Вагнера, Джеки Джексона, а также Джона Парра, который исполнил песню «Restless Heart».
12 июня 2020 года лейбл «Varèse Sarabande» выпустила расширенную версию саундтрека. Это издание включает в себя дополнительную музыку, а также ранее неизданный и альтернативный материал композитора.

## Прокат
В первые выходные картина собрала в прокате 8 миллионов долларов. Общие сборы составили 38 миллионов долларов. Картина была умеренно успешна из-за ярких сцен насилия.

## Новая экранизация
В феврале 2021 года компания «Paramount Pictures» заключила договор с режиссёром Эдгаром Райтом, который напишет сценарий для новой картины вместе с Майклом Бэколлом. Новая версия будет ближе к рассказу Стивена Кинга, а не ремейком фильма 1987 года. Эдгар Райт намерен сам экранизировать картину. В апреле 2024 года было объявлено, что главную роль в перезапуске «Бегущего человека» исполнит Глен Пауэлл.